# کریستوفر آتیس
کریستوفر آتیس (انگلیسی: Christopher Attys؛ زادهٔ ۱۳ مارس ۲۰۰۱) بازیکن فوتبال اهل فرانسه است.